# 김도룡
김도룡(1977년 7월 4일~ )은 대한민국의 연쇄 살인범이다. 강도 살인 혐의로 무기징역으로 복역하던 중 2001년 2월 일어난 전라남도 나주 드들강 여고생 살인 사건 범인으로 기소되어 2017년 12월 다시 무기징역을 선고받았다. 2015년 2월 15일 민영통신사 뉴스1 광주ㆍ전남본부(윤용민 기자)가 (주)한국심리과학센터(전성규 이사)의 제보를 받아 광주지방검찰청 목포지청의 불기소 처분사실을 단독 보도하면서 세상에 드러났다. 이후 SBS 프로그램 '그것이 알고싶다' 등 다수 영향력 있는 매체의 보도를 통해 재수사 여론이 강하게 일었고, 검찰은 재수사를 통해 2016년 사건을 기소하게 된다. 한 번 불기소 처분을 내린 사건에 대해 검찰이 재수사를 통해 다시 기소한 사례는 매우 이례적이다. 2015년 7월 살인죄 공소시효가 폐지되면서 그 영향을 받아 유죄 확정판결이 내려진 것으로 알려져 있으나 이는 사실이 아니다. 이 사건은 살인죄 공소시효 폐지와 무관하게 '성폭력범죄의 처벌 등에 관한 특례법' 조항에 따라 DNA 등 증거능력이 인정되는 성폭력 사건에 한하여 공소시효가 10년 연장되는 법 조항의 적용을 받은 것이다. 비슷한 사례로 1998년 서울 노원에서 30대 주부를 강간하고 살해한 혐의로 2017년 무기징역형을 확정받은 오우진(1972년생)이 있다.

## 나주 드들강 여고생 살인 사건
2001년 2월 전라남도 나주시 드들강에서 17세 여고생 박모양이 숨진 채 발견됐다. 성폭행을 당하고 목이 졸린 흔적이 발견되면서 경찰이 수사에 나섰지만, 목격자가 없어 범인을 특정하지 못했다. 미궁으로 빠진 사건은 2012년 목포교도소에서 복역 중인 무기수 김도룡의 DNA가 국과수에 보관돼 있던 박양의 몸에서 채취한 DNA와 일치한다는 사실이 파악되면서 다시 주목됐다. 하지만 DNA 이외 직접 증거가 발견되지 않고, 김도룡 역시 범행을 부인함에 따라 처벌에 다시 실패했다. 법의학자는 체내에서 채취한 김도룡의 정액과 박양의 생리혈이 섞이지 않은 상태인 점 등을 고려해 박양이 성폭행 직후 숨졌다고 해석했다.
1ㆍ2심은 검찰의 수사 내용을 받아들여 김도룡의 혐의 모두를 유죄로 인정했다. 2017년 12월 22일 대법원 1부는 인터넷 채팅으로 만난 여고생 박모 양(당시 17세)을 성폭행하고 목 졸라 살해한 혐의로 기소된 김도룡에게 무기징역을 선고한 원심 판결을 확정했다. 재판부는 "피해자 박 양의 행적과 사체에서 발견된 상처 등으로 볼 때 김도룡에게 성폭행을 당한 뒤 물속에서 목이 졸려 사망했다"고 판시했다.

## 그가 무기수로 복역하게 된 사건
그는 이미 무기수 신분이었는데, 강도 살인을 저질렀기 때문이었다. 드들강 사건 직후 개 12마리를 훔쳐 고의적으로 감옥에 들어갔다. 교도소 안에서도 추가 범행을 계획한 것인지 재소자에게 "내가 금괴를 훔쳤다"라고 거짓말을 했고, 출소 몇개월 후 전당포 주인 살인 사건을 일으켰다.
2003년 3월 12일 오후 1시 40분, 김도룡은 훔친 금괴를 싸게 팔겠다면서 교도소 동기 겸 전당포 주인인 박모(43)씨와 이모(63)씨를 전남 장성군 동화면의 주거지로 유인했다. 그 다음 박씨와 이씨를 둔기(벽돌)로 내리쳐 실신시킨 뒤 목을 졸라 살해하고 이들의 시신은 암매장하였다. 돈 1억원도 강탈했다.
하지만 3월 14일 오후 7시 광주 동구 대인동에서 자신의 애인과 태연하게 데이트를 하던 중 렌터카의 위치추적을 통해 잠복하고 있던 경찰에 붙잡혀 범행 일체를 자백했고 이듬해 무기징역을 선고받게 되었다.

## 그것이 알고 싶다
김도룡의 여고생 살인 범죄는 2013년과 2015년에 SBS 《그것이 알고싶다》에 방영되어 화제가 되었다.
- 2013년 3월 16일 《그것이 알고싶다》 885회 〈드들강 미스터리〉
- 2015년 5월 16일 《그것이 알고싶다》 985회 〈드들강 살인사건 미스터리〉